# Bayan-Öndör (distrikt i Mongoliet, Orchon)
Bayan-Öndör (mongoliska: Эрдэнэт) är ett distrikt i Mongoliet.   Det ligger i provinsen Orchon Ajmag, i den centrala delen av landet, 240 km nordväst om huvudstaden Ulaanbaatar.